# Milorad Dodik
Milorad Dodik (serbi: Милорад Додик)  (Banja Luka, 12 de març de 1959) és un polític bosni. Va ser President de la República Srpska, una de les dues entitats de Bòsnia i Hercegovina, entre 2010 i 2018 així com president del seu partit, l'Aliança dels Socialdemòcrates Independents (SNSD) (Савез независних социјалдемократа). És graduat en ciències polítiques per la Universitat de Belgrad.

## Biografia
Milorad Dodik va néixer a Banja Luka i va viure a Laktaši on va assistir a l'escola primària. El 1978 es va graduar a l'institut d'estudis professionals agrícoles a Banja Luka, passant després a la Facultat de Ciències Polítiques de la Universitat de Belgrad, on es va graduar el 1983.